# 裂萼钟萼鼠尾
裂萼钟萼鼠尾（学名：Salvia campanulata var. fissa）为唇形科鼠尾草属下的一个变种。

## 扩展阅读
- 維基物種上的相關：裂萼钟萼鼠尾